# Karen Aleksanian
Karen Aleksanian (orm. Կարեն Ալեքսանյան; ur. 17 czerwca 1980 w Giumri) – ormiański piłkarz grający na pozycji obrońcy.

## Kariera klubowa
Profesjonalną karierę rozpoczął w Szirak Giumri do końca 2003 roku. Kolejny sezon spędził w najlepszej wówczas drużynie armeńskiej Piunik Erywań. Na początku 2005 roku wyjechał do Mołdawii, podpisał umowę z Zimbru Kiszyniów i grał w tym klubie przez trzy lata. W 2008 roku na krótko powrócił do Armenii, zaliczył cztery występy w barwach Bananc Erywań, a następnie przeniósł się do białoruskiego Tarpieda-BiełAZ Żodzino. W latach 2009–2010 był graczem Ulis Erywań, a od początku 2011 roku ponownie reprezentuje barwy zespołu Szirak Giumri.

## Kariera reprezentacyjna
W reprezentacji Armenii zadebiutował 7 czerwca 2002 roku w towarzyskim meczu przeciwko Andorze. Na boisku przebywał do 62 minuty meczu.
| Mecze i gole w reprezentacji | Mecze i gole w reprezentacji | Mecze i gole w reprezentacji | Mecze i gole w reprezentacji | Mecze i gole w reprezentacji | Mecze i gole w reprezentacji | Mecze i gole w reprezentacji |
| #                            | Data                         | Stadion                      | Rywal                        | Wynik                        | Gol                          | Rozgrywki                    |
| 2002                         | 2002                         | 2002                         | 2002                         | 2002                         | 2002                         | 2002                         |
| ---------------------------- | ---------------------------- | ---------------------------- | ---------------------------- | ---------------------------- | ---------------------------- | ---------------------------- |
| 1.                           | 07.06.2002                   | Andora, Andora               | Andora                       | 2:0                          | 0                            | towarzyski                   |
| 2004                         |                              |                              |                              |                              |                              |                              |
| 2.                           | 21.02.2004                   | Nikozja, Cypr                | Gruzja                       | 2:0                          | 0                            | towarzyski                   |
| 3.                           | 28.04.2004                   | Erywań, Armenia              | Turkmenistan                 | 1:0                          | 0                            | towarzyski                   |
| 4.                           | 18.08.2004                   | Skopje, Macedonia            | Macedonia Północna           | 0:3                          | 0                            | El. MŚ 2006                  |
| 5.                           | 08.09.2004                   | Erywań, Armenia              | Finlandia                    | 0:2                          | 0                            | El. MŚ 2006                  |
| 6.                           | 09.10.2004                   | Tampere, Finlandia           | Finlandia                    | 1:3                          | 0                            | El. MŚ 2006                  |
| 7.                           | 13.10.2004                   | Erywań, Armenia              | Czechy                       | 0:3                          | 0                            | El. MŚ 2006                  |
| 8.                           | 17.11.2004                   | Erywań, Armenia              | Rumunia                      | 1:1                          | 0                            | El. MŚ 2006                  |
| 2005                         |                              |                              |                              |                              |                              |                              |
| 9.                           | 26.03.2005                   | Erywań, Armenia              | Andora                       | 2:1                          | 0                            | El. MŚ 2006                  |
| 10.                          | 04.06.2005                   | Erywań, Armenia              | Macedonia Północna           | 1:2                          | 0                            | El. MŚ 2006                  |
| 11.                          | 17.08.2005                   | Amman, Jordania              | Jordania                     | 0:0                          | 0                            | towarzyski                   |
| 12.                          | 03.09.2005                   | Erywań, Armenia              | Holandia                     | 0:1                          | 0                            | El. MŚ 2006                  |
| 13.                          | 07.09.2005                   | Ołomuniec, Czechy            | Czechy                       | 1:4                          | 0                            | El. MŚ 2006                  |
| 14.                          | 12.10.2005                   | Andora, Andora               | Andora                       | 3:0                          | 0                            | El. MŚ 2006                  |
| 2006                         |                              |                              |                              |                              |                              |                              |
| 15.                          | 28.02.2006                   | Nikozja, Cypr                | Rumunia                      | 0:2                          | 0                            | towarzyski                   |
| 16.                          | 01.03.2006                   | Limassol, Cypr               | Cypr                         | 0:2                          | 0                            | towarzyski                   |
| 17.                          | 06.09.2006                   | Erywań, Armenia              | Belgia                       | 0:1                          | 0                            | El. ME 2008                  |
| 18.                          | 07.10.2006                   | Erywań, Armenia              | Finlandia                    | 0:0                          | 0                            | El. ME 2008                  |
| 2007                         |                              |                              |                              |                              |                              |                              |
| 19.                          | 14.01.2007                   | Los Angeles, USA             | Panama                       | 1:1                          | 0                            | towarzyski                   |
| 2008                         |                              |                              |                              |                              |                              |                              |
| 20.                          | 02.02.2008                   | Attard, Malta                | Malta                        | 1:0                          | 0                            | towarzyski                   |
| 21.                          | 04.02.2008                   | Attard, Malta                | Białoruś                     | 2:1                          | 0                            | towarzyski                   |
| 22.                          | 06.02.2008                   | Attard, Malta                | Islandia                     | 0:2                          | 0                            | towarzyski                   |
| 23.                          | 26.03.2008                   | Pernis, Holandia             | Kazachstan                   | 1:0                          | 0                            | towarzyski                   |
| 24.                          | 10.09.2008                   | Albacete, Hiszpania          | Hiszpania                    | 0:4                          | 0                            | El. MŚ 2010                  |
| 25.                          | 11.10.2008                   | Bruksela, Belgia             | Belgia                       | 0:2                          | 0                            | El. MŚ 2010                  |

## Sukcesy
Szirak
- Mistrzostwo Armenii: 1999, 2013
- Puchar Armenii: 2012
- Superpuchar Armenii: 1997, 2000, 2003, 2013

Piunik
- Mistrzostwo Armenii: 2004
- Puchar Armenii: 2004
- Superpuchar Armenii: 2004

Zimbru
- Puchar Mołdawii: 2007